# 신능초등학교
신능초등학교는 대한민국 경기도 고양시에 있는 공립 초등학교이다.

## 학교 연혁
- 1996.04.07 신능초등학교 설립인가
- 1996.11.07 초대 정홍식 교장취임
- 1998.03.05 신능초등학교 병설유치원 인가
- 2004.03.01 특수 학급 1학급 증설
- 2011.03.01 특수 학급 1학급 증설
- 2015.02.13 제18회 졸업식(98명 총511명)
- 2015.03.01 21학급 편성(일반 19, 특수 2)
- 2015.03.01 제7대 김미영 교장 취임

## 참고 자료
- 신능초등학교 - 한국교육학술정보원 학교알리미